# Laniidae
Famille
Les Laniidae (ou laniidés) sont une famille de passereaux constituée de 4 genres et 33 espèces nommées pies-grièches, Corvinelles et Eurocéphales.

## Habitat et répartition
Très développée dans la zone éthiopienne, l'aire de répartition de cette famille s'étend aussi sur la zone orientale, le paléarctique et jusqu'au néarctique. 

## Étymologie
Le nom de cette famille vient du genre Lanius, lui dérivé du latin boucher. Ce nom fait référence au comportement de ces espèces qui plantent leurs proies (comme des insectes) à une épine ou une branche pointue d'un arbuste.

## Liste alphabétique desgenres
Selon la classification de référence du Congrès ornithologique international (14.2, 2024) :
- genre Eurocephalus Smith, 1836 (2 espèces)
- genre Lanius Linnaeus, 1758 (32 espèces)

## Liste des espèces
D'après la classification de référence du Congrès ornithologique international (version 5.2, 2015) :
- Corvinella corvina – Corvinelle à bec jaune
- Urolestes melanoleucus – Corvinelle noir et blanc
- Eurocephalus ruppelli – Eurocéphale de Rüppell
- Eurocephalus anguitimens – Eurocéphale à couronne blanche
- Lanius tigrinus – Pie-grièche tigrine
- Lanius souzae – Pie-grièche de Souza
- Lanius bucephalus – Pie-grièche bucéphale
- Lanius cristatus – Pie-grièche brune
- Lanius collurio – Pie-grièche écorcheur
- Lanius isabellinus – Pie-grièche isabelle
- Lanius phoenicuroides – Pie-grièche du Turkestan
- Lanius collurioides – Pie-grièche à dos marron
- Lanius gubernator – Pie-grièche à dos roux
- Lanius vittatus – Pie-grièche à bandeau
- Lanius schach – Pie-grièche schach
- Lanius tephronotus – Pie-grièche du Tibet
- Lanius validirostris – Pie-grièche des Philippines
- Lanius mackinnoni – Pie-grièche de Mackinnon
- Lanius minor – Pie-grièche à poitrine rose
- Lanius ludovicianus – Pie-grièche migratrice
- Lanius excubitor – Pie-grièche grise
- Lanius meridionalis – Pie-grièche méridionale
- Lanius pallidirostris – (?)
- Lanius sphenocercus – Pie-grièche géante
- Lanius excubitoroides – Pie-grièche à dos gris
- Lanius cabanisi – Pie-grièche à longue queue
- Lanius dorsalis – Pie-grièche des Teita
- Lanius somalicus – Pie-grièche de Somalie
- Lanius humeralis – (?)
- Lanius collaris – Pie-grièche fiscale
- Lanius newtoni – Pie-grièche de Sao Tomé
- Lanius senator – Pie-grièche à tête rousse
- Lanius nubicus – Pie-grièche masquée